# 沃德里库尔
沃德里库尔（法語：Vaudricourt，法語發音：[vodʁikuʁ]）是法国上法蘭西大區加来海峡省的一个市镇，属于贝蒂讷区。

## 地理
沃德里库尔（50°30'7"N, 2°37'29"E）面积2.99 平方千米，位于法国上法蘭西大區加来海峡省，该省份为法国北部沿海省份，西北濒北海，南至索姆省，东临北部省。
与沃德里库尔接壤的市镇（或旧市镇、城区）包括：富基耶尔莱贝蒂讷、德鲁万勒马赖、埃迪尼厄勒-莱贝蒂讷、乌尚、韦尔坎。

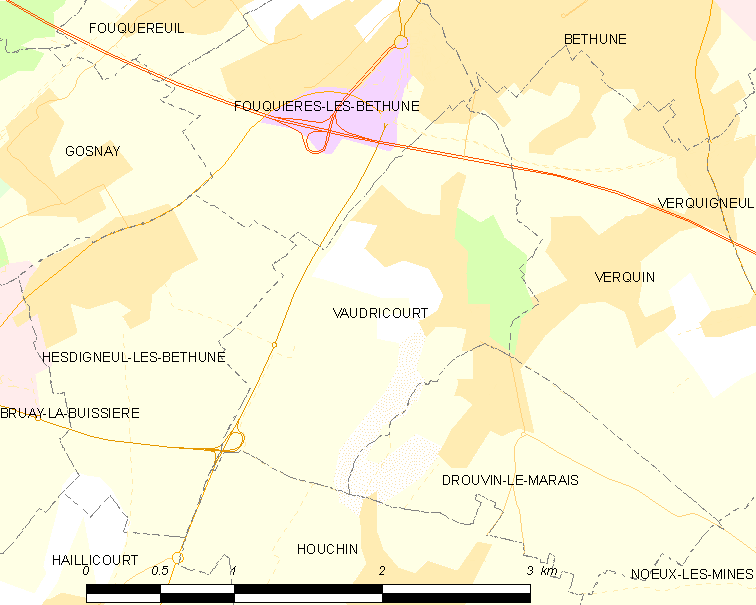
沃德里库尔的OSM定位图

沃德里库尔的时区为UTC+01:00、UTC+02:00（夏令时）。

## 行政
沃德里库尔的邮政编码为62131，INSEE市镇编码为62836。

## 政治
沃德里库尔所属的省级选区为讷莱米讷县。

## 人口

1962-2008年间沃德里库尔人口变化图示

沃德里库尔于2022年1月1日时的人口数量为1129人。